# بخش‌های دپارتمان اوت-سون
بخش‌های دپارتمان اوت-سون (انگلیسی: Arrondissements of the Haute-Saône department) شامل ۲ بخش به شرح زیر است:
1. بخش لور با ۱۹۵ کمون (فرانسه) و جمعیت ۱۰۹ هزار نفر در سال ۲۰۱۳ می‌باشد.
2. بخش وزول با ۳۴۷ کمون (فرانسه) و جمعیت ۱۲۹ هزار نفر در سال ۲۰۱۳ می‌باشد.